# Stavenhagen
Stavenhagen  är en stad i det nordtyska förbundslandet Mecklenburg-Vorpommern.
Staden ingår i kommunalförbundet Amt Stavenhagen tillsammans med kommunerna Bredenfelde, Briggow, Grammentin, Gülzow, Ivenack, Jürgenstorf, Kittendorf, Knorrendorf, Mölln, Ritzerow, Rosenow och Zettemin.

## Geografi
Staden Stavenhagen är belägen mellan städerna Altentreptow och Malchin i distriktet Mecklenburgische Seenplatte.
Staden har sju ortsdelar: Staden Stavenhagen, Basepohl, Basepohl am See, Klockow, Kölpin, Neubauhof, Pribbenow och Wüstgrabow.

## Historia
Orten med namnet Stovenhage omnämns första gången 1230 och före år 1264 fick orten sina stadsrättigheter av den pommerska hertigen Wartislaw III. 1317 tillföll Stavenhagen furstendömet Werle och kom till hertigdömet Mecklenburg 1436.
Vid slutet av trettioåriga kriget förstördes staden 1648 och under 1700-talet härjades staden av stora bränder år 1727 och 1746. 1740 byggdes det nuvarande slottet på stället av den  medeltida borganläggningen och mellan 1774 och 1790 uppfördes den nya stadskyrkan och det nya rådhuset.

### 1800-talet till 1950-talet
Under borgmästaren Georg Johann Jakob Reuters ledning (borgmästare 1808–1845) utvecklades näringslivet i Stavenhagen. Till exempel grundades det första lagerölbryggeriet i Mecklenburg under denna tid. Borgmästaren Reuter var far till den lågtyska författaren Fritz Reuter, som föddes 1810 i staden.
1864 anslöts staden till den nya järnvägslinjen mellan Neubrandenburg och Güstrow.
Mellan 1881 och 1901 utvecklades industrin och olika företag grundades, till exempel en sockerfabrik, ett mejeri, en ångkvarn och ett sågverk.
1913 anlades en smalspårig järnväg mellan Demmin och Bredenfelde, med en station i Stavenhagen. Denna järnväg demonterades efter andra världskriget som krigsskadestånd.

### Östtyska tiden och tyska återföreningen
Under DDR-tiden låg staden i distriktet Malchin, som tillhörde länet Neubrandenburg mellan 1952 och 1990.
Efter den tyska återföreningen bosatte sig olika företag vid staden. Till exempel finns det tyska huvudkontoret och huvudlagret för butikskedjan Netto i staden. Där finns också olika företag som tillverkar livsmedel.

### Befolkningsutveckling
Befolkningsutveckling  i Stavenhagen
Källa:,,,

## Vänorter
Stavenhagen har följande vänorter:
- Preetz i Tyskland (sedan 1990)
- Werdohl, i Tyskland (sedan 1990)
- Šilalė, i Litauen (sedan 1994)

## Sevärdheter
- Gamla rådhuset: den lågtyska författaren Fritz Reuters födelsehus, numera Fritz-Reuter-Litteraturmuseet.
- Stadskyrkan från 1782, uppförd i tegel
- Slottet från 1700-talet

## Kommunikationer
Stavenhagen ligger vid järnvägslinjen Bützow – Stettin.
Genom staden går förbundsvägarna (tyska: Bundesstraße) B 104 (Linken - Lübeck)  och B 194 (Waren – Stralsund).

## Galleri

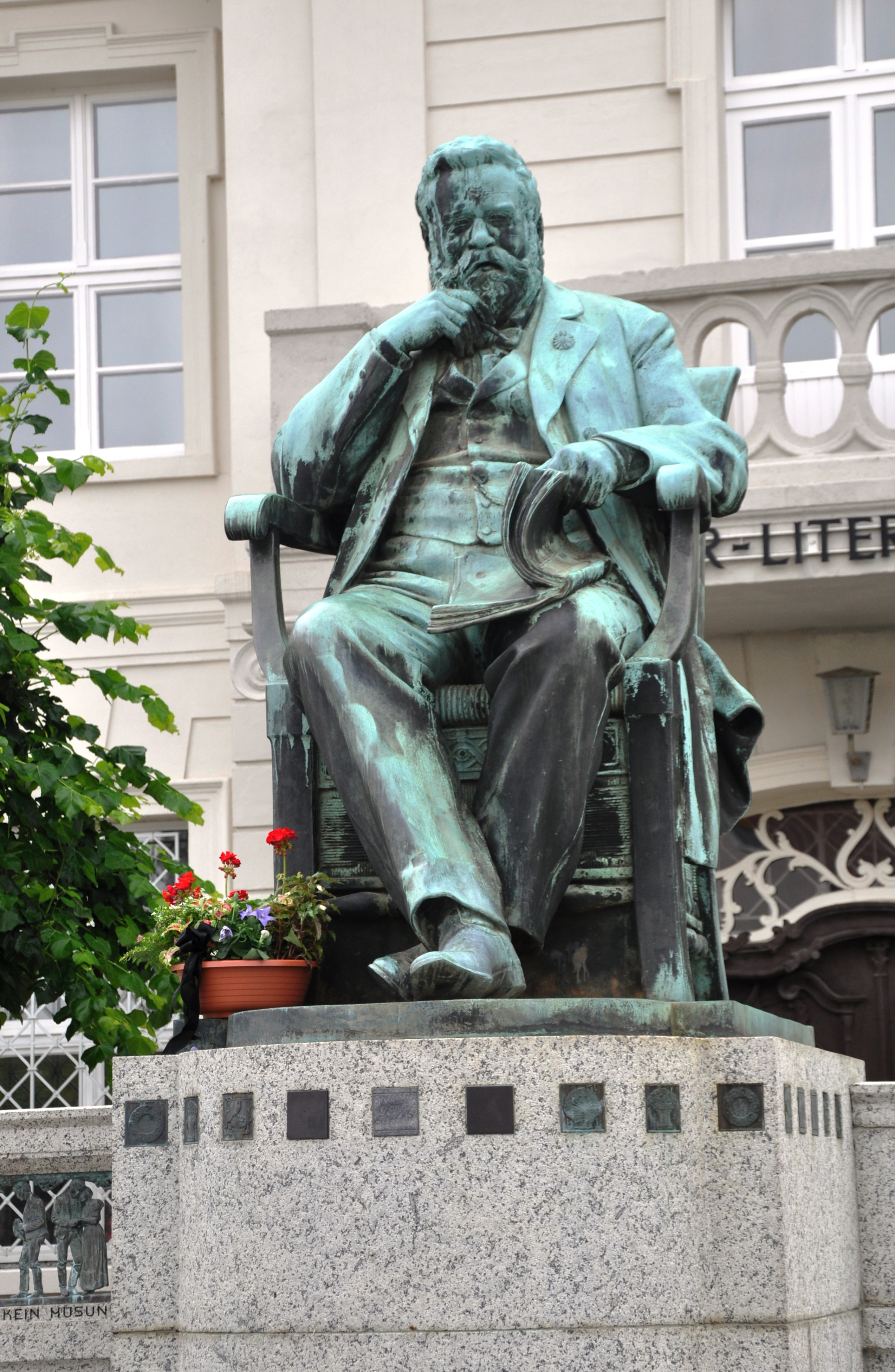
Wilhelm Wandschneider: Staty av Fritz Reuter
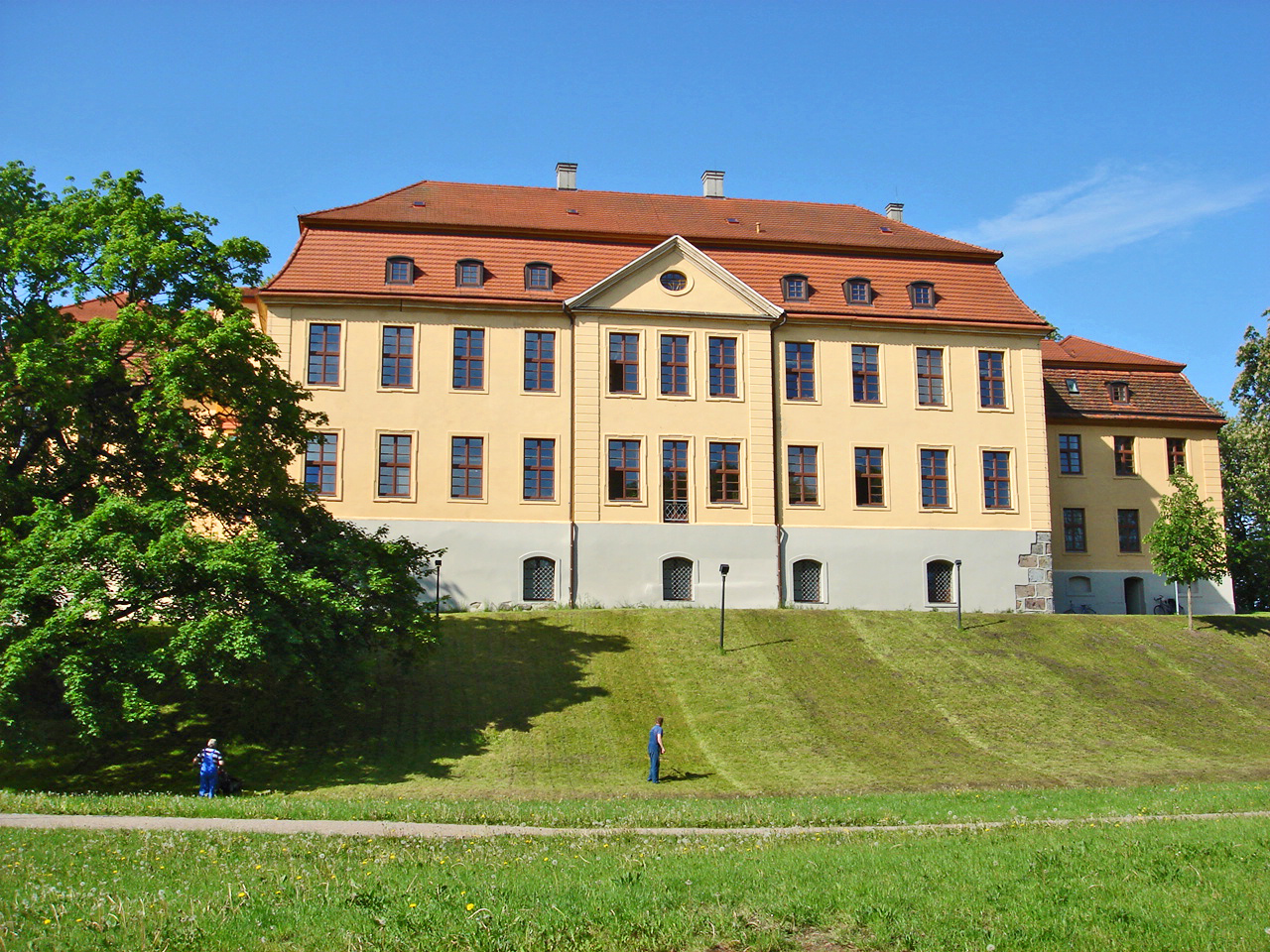
Slottet i Stavenhagen
Stadskyrkan i Stavenhagen